# Rajd Tulipanów 1967

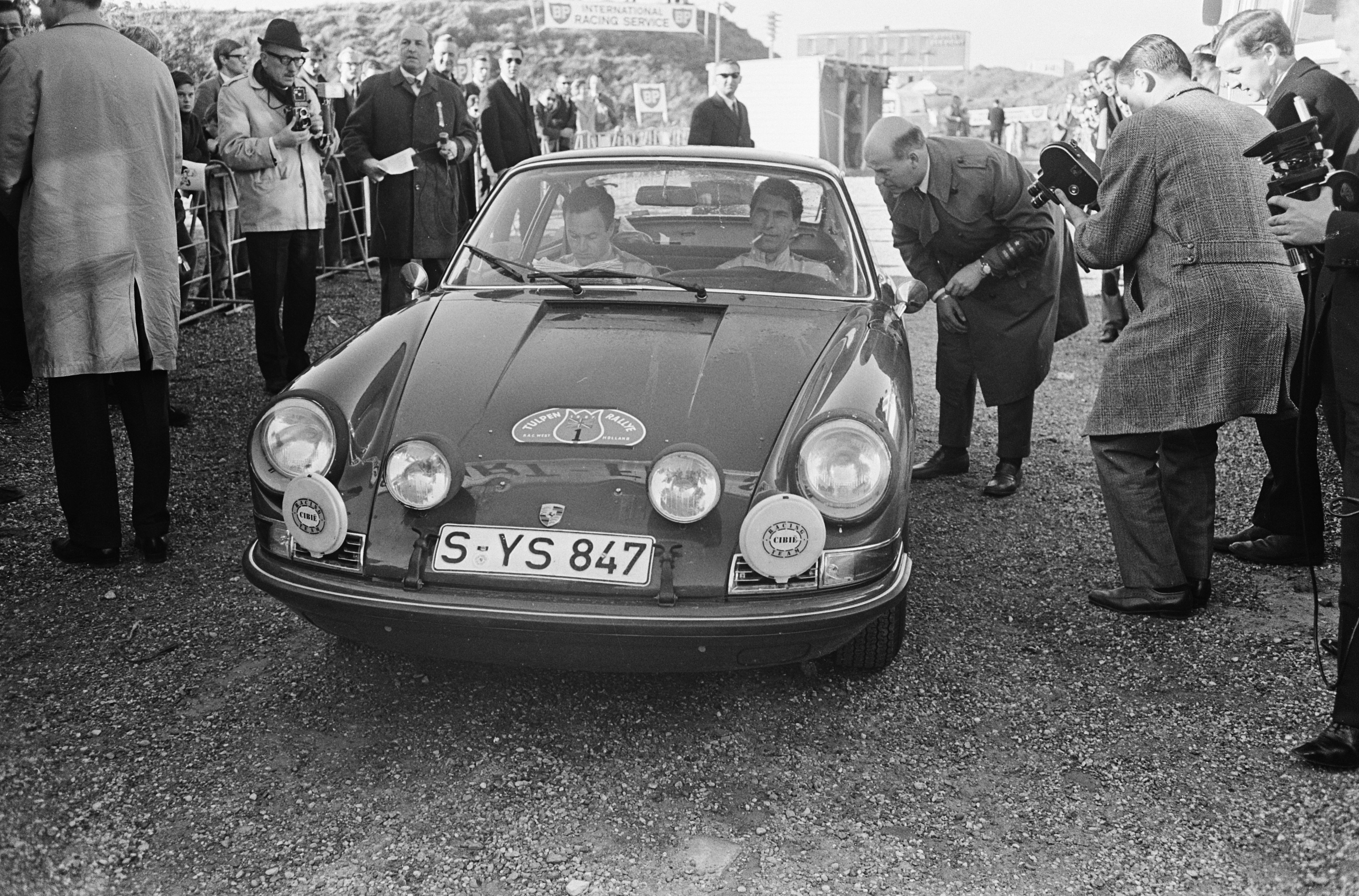
Brytyjczycy Vic Elford i David Stone podczas startu do wygranego rajdu

Rajd Tulipanów 1967 (19. Internationale Tulpenrallye) – 19 edycja rajdu samochodowego Rajd Tulipanów rozgrywanego w Holandii. Rozgrywany był od 24 do 27 kwietnia 1967 roku. Była to szósta runda Rajdowych Mistrzostw Europy w roku 1967.

## Klasyfikacja rajdu
| Miejsce                      | Kierowca                     | Pilot                        | Samochód                     | Czas                         | Strata                       |                              |
| Klasyfikacja generalna i ERC | Klasyfikacja generalna i ERC | Klasyfikacja generalna i ERC | Klasyfikacja generalna i ERC | Klasyfikacja generalna i ERC | Klasyfikacja generalna i ERC | Klasyfikacja generalna i ERC |
| ---------------------------- | ---------------------------- | ---------------------------- | ---------------------------- | ---------------------------- | ---------------------------- | ---------------------------- |
| 1.                           | Vic Elford                   | David Stone                  | Porsche 911 S 2.0            | 57:12                        | 0.0                          |                              |
| 2.                           | Timo Mäkinen                 | Paul Easter                  | Morris Mini Cooper S         | 57:58                        | +46                          |                              |
| 3.                           | Rauno Aaltonen               | Henry Liddon                 | Morris Mini Cooper S         | 58:11                        | +59                          |                              |
| 4.                           | Björn Waldegård              | Lars Helmér                  | Porsche 911 S                | 58:16                        | +1:04                        |                              |
| 5.                           | Julien Vernaeve              | Mike Wood                    | BMC Mini Cooper S            | 59:19                        | +2:07                        |                              |
| 6.                           | Wilfried Gass                | Gerd Frey                    | Porsche 911                  | 59:40                        | +2:28                        |                              |
| 7.                           | David Friswell               | Christopher Nash             | Lotus Elan                   | 59:48                        | +2:36                        |                              |
| 8.                           | Alfred Krause                | Jean Brecheisen              | Renault 8 Gordini            | 1:03:55                      | +6:43                        |                              |
| 9.                           | Rob Slotemaker               | Rob Gorris                   | BMW 2000 Ti                  | 1:04:24                      | +7:12                        |                              |
| 10.                          | Peter Harper                 | David Pollard                | Sunbeam Imp Rally            | 1:05:16                      | +8:04                        |                              |